# Дурм, Йозеф
Йо́зеф Дурм (нем. Josef Durm; 14 февраля 1837[…], Карлсруэ — 3 апреля 1919[…], Карлсруэ, Республика Баден) — немецкий архитектор, строитель, государственный служащий и преподаватель Университета Карлсруэ.

## Биография
После изучения архитектуры в Карлсруэ накапливал опыт как на государственной службе, так и на гонорарной основе. После ознакомительной поездки по Италии и посещения Всемирной выставки в Париже в 1868 году был назначен профессором архитектуры Университета Карлсруэ, где преподавал до самой смерти. Одним из его учеников был Юлиус Гребнер. С 1877 года назначен советником по вопросам строительства, с 1883 года стал членом Центрального градостроительного совета. С 1887 года занимает высший строительный служебный пост в Великом герцогстве Баден. С 1894 по 1902 год Генеральный директор градостроительного управления.

## Здания
(Под эгидой Йозефа Дурма)
- Баден-Баден
  - Кайзерин-Августа-Бад (1893) (в соавторстве со скульптором Карлом Фридрихом Мёстом)
  - Ландесбад
- Фрайбург
  - Католическая церковь Св. Иоганна[нем.]
  - Гимназия Фридриха
- Хайдельберг
  - Зал торжеств
  - Старый университет, Старая ратуша
  - Старая клиника Гейдельбергского университета
  - Гимназия курфюрста Фридриха
  - Университетская библиотека
- Карлсруэ
  - Главное кладбище (1873)

- - Синагога на Кроненштрассе (1875)
  - Виерорбад (Vierordtbad) (1873)
  - Фестивальный зал (1877)
  - Наследственный Дворец Великого герцога (1891—1897, с 1950 года Верховный суд Германии)
  - Дом Шмидер (1881—1884, с 1900 года Принц-Макс-Пале)
  - Дом Бюрклин
  - Городская тюрьма (1897)
  - Школа искусств (1898—1901, с 1961 года Государственная Академия художеств Карлсруэ)
- Мангейм
  - Здание Верхнерейнского страхового общества